# Магний-м-ДНБ элемент
Магний-м-ДНБ элемент — это первичный химический источник тока, в котором материалом анода является магний, катода — мета-динитробензол, а электролитом — водный раствор перхлората магния.
Теоретические исследования дают основания предполагать высокую привлекательность некоторых органических соединений в качестве материала для катодов в первичных элементах. Например, при полном восстановлении мета-динитробензола теоретическая ёмкость составит 1915 Вт•час/кг. Для систем с неорганическими материалами ёмкость свыше 440 Вт•час/кг невозможна. На практике фирмой Marathon была получена ёмкость 121 Вт•час/кг при 25-часовом полном разряде. Ёмкость магний-перхлоратного элемента с анодом из диоксида марганца в этих условиях составила 100 Вт•час/кг. Другим преимуществом магний-м-ДНБ элемента является плоская разрядная характеристика.
В таких элементах требуется применение абсорбента для мета-динитробензола (сажи) с большей суммарной поверхностью, чем для элемента с диоксидом марганца, в результате содержание наполнителя (30 %) и воды в нём выше.